# Доњи Рамићи
Доњи Рамићи су насељено мјесто у Босни и Херцеговини у општини Кључ које административно припада Федерацији Босне и Херцеговине. Према попису становништва из 1991. у насељу је живјело 212 становника.

## Становништво
| Националност       | 1991. | 1981. | 1971. | 1961. |
| Срби               | 178   |       |       |       |
| Хрвати             | 24    |       |       |       |
| Југословени        | 6     |       |       |       |
| остали и непознато | 4     |       |       |       |
| Укупно             | 212   | '     | '     | '     |

| Демографија | Демографија | Демографија |
| Година      | Становника  | Становника  |
| ----------- | ----------- | ----------- |
| 1961.       | 234         |             |
| 1971.       | 210         |             |
| 1981.       | 257         |             |
| 1991.       | 212         |             |